# Фукэ
Фукэ (яп. 普化宗 фукэсю:) — японская школа дзэн-буддизма, просуществовавшая с XIII века до последней четверти XIX века, когда она была закрыта. В настоящее время продолжает существовать через небольшую группу монахов.
Согласно традиции, учение школы фукэ восходит корнями к китайскому мастеру чань (основателю школы Линьцзи) Линьцзи Исюаню (800—866), известному в Японии под именем Риндзай Гигэн. Среди его учеников был монах Пухуа (в японской традиции — Фукэ), который считается, собственно, основателем школы. Предания гласят, что Пухуа был талантливым, прямым и изобретательным человеком.
Легенды описывают, что Пухуа, проходя по своему городу, звонил в колокольчик, призывая всех к просветлению. Считается, что именно эта легенда послужила началом постоянной практики изучения мастерства игры на японской бамбуковой флейте сякухати, которым так славились монахи фукэ. Собственно, умелая игра на флейте считалась в школе фукэ путём к достижению просветления. В Китае речь шла об «аналоге» сякухати — флейте сяо.
В Японии фукэ появилось благодаря монаху Синти Какусину (心地覚心) (1207—1298), известному так же под именем Мухон Какусин (無本覚心), а после смерти — как Хотто Кокуси (法燈国師). Какусин путешествовал по Китаю в течение 6 лет и обучался у мастера чань Умэня.
Несмотря на то, что школа фукэ по большей части прекратила своё существование, в прошлом она была довольно широко распространена. Её приверженцев — монахов-комусо легко было узнать по умению играть на бамбуковой флейте, что считалось способом медитации и называлось суйдзэн.
Фукэ в основном проповедовала странничество, его приверженцы были скорее практикующими мирянами, нежели священниками. Во времена периода Эдо многие ронины вступали в ряды послушников фукэ, поэтому в скором времени школа получила неприятный эпитет «сборища сорвиголов».
Фукэ, бывшая изначально неопределённым объединением монахов и мирян-пилигримов, объединилась в школу около 1700 года. Однако это не спасло школу — фукэ была закрыта декларацией правительства в 1871 году, во время Революции Мэйдзи.
Тем не менее в настоящее время школа технически продолжает существовать по линии группы монахов «Кётику Дзэндзи Хосан Кай» (КДХК). Группа организует ежегодные встречи в Киото для сотен игроков на сякухати. Базовыми храмами группы являются храмы Тофуку-дзи и Мёан-дзи. Многие монахи Риндзай до сих пор практикуют суйдзэн в определённые праздники в бывших храмах Фукэ, которые, начиная с XIX века, вернулись к традиционному Риндзай-дзэн.